# 372024 Ayapani
372024 Ayapani este o planetă minoră (asteroid) din centura de asteroizi. A fost descoperită pe 24 august 2008 la Insula Ishigaki de Ishigakijima Astronomical Observatory⁠(d). 
Obiectul prezintă o orbită caracterizată de o semiaxă mare de 3,0108801193796 UAi, o excentricitate de 0,22, o înclinație de 14,9 ° în raport cu ecliptica.